# 呂米高
呂米高（英語：Michael Lui Man-ho；1961年—），原名呂文灝，是香港的知名賽車車手。他14歲隨家人移民到加拿大，於1981年回流香港，並開始駕駛賽車。後來成為職業車手，主要參加房車賽，並獲得多個獎項。九十年代轉駕拉力賽車，曾奪得WRC N組分站冠軍，此紀錄至今尚未有其他華人車手能超越。因此，呂米高有“香港冼拿”、“亞洲無敵”、“車壇教父”等美譽。此外，他曾為多本雜誌撰寫車評。

## 賽車
1981年呂米高於澳門參加ACP杯及森那美杯（Sime Darby Sen take Beauty Cup），駕駛寶馬323i分別取得冠軍及亞軍。
1982年再次駕駛寶馬323i衛冕森那美杯，並在東望洋大賽以一輛Toyota Celica取得第五的佳績。
1983年駕駛Ford Capri III 3.0S再次衛冕森那美杯，並在東望洋大賽以同一輛車奪得季軍。
1984年以一輛Mitsubishi Lancer Turbo參加東望洋大賽，以第六名排位起步，可惜最終未能完成賽事。
1985年東望洋大賽以廠手身份為Ralliart駕駛一輛Starion Turbo參賽，並獲得季軍，冠軍及亞軍分別為百狄拉（Gianfranco Brancatelli）及貝嘉。
1986年東望洋大賽再次駕駛Starion Turbo參賽，獲得第四的佳績。
1988年起開始涉足拉力賽，參加世界拉力錦標賽中的N組賽事，曾於1996年的印尼分站得到分站冠軍。
呂米高於2005年曾參加亞太拉力錦標賽，並於11月的韶關站1600組賽事中，以上海333新秀車隊名義出戰，夥拍日本車手市野諮，在比賽中奪得分站亞軍。

## 雛妓指控
2003年，呂米高被指涉嫌在一色情網吧內與未成年少女發生性行為，他於2004年7月2日被香港警方拘捕，在案件開審時，由於控方的口供有疑點，以及被告與辯方證人提供呂的不在場證據，不排除案件中另有其人，其長相與呂相似，經常光顧色情網吧，最後呂於2005年2月23日獲當庭無罪釋放。

## 電影
除賽車外，呂米高曾參與演出以下電影（页面存档备份，存于）:
- 《天地雄心》
- 《野獸刑警》
- 《重裝警察》
- 《霹靂火》
- 《烈火戰車2極速傳說》
- 《左輪右妳》

## 外部連結
- RallyBase.nl - Lui Man Ho（页面存档备份，存于）
- 呂米高: 車人一句實際過鬼 (壹蘋果車網)[永久]
- Michael Lieu (IMDB)（页面存档备份，存于）